# Гнилица (приток Остра)
Гнилица (укр. Гнилиця) — правый приток реки Остёр, протекающий по Нежинскому району (Черниговская область).

## География
Длина — 5 км. Река служит водоприёмником — у истоков примыкает канал.
Река берёт начало на заболоченном массиве непосредственно северо-восточнее села Черняховка. Река течёт на юго-запад. Впадает в реку Остёр юго-западнее села Черняховка.
Русло в нижнем течении выпрямлено в канал (канализировано). На реке нет прудов.
Пойма очагами занята заболоченными участками с лугами и кустарниками, лесными насаждениями.
Болото, где берёт начало река, входит в Черняховский заказник площадью 106 га.

## Населённые пункты
Населённые пункты на реке (от истока к устью):
1. Черняховка